# Florentino Bautista jr.
Florentino Bautista jr. (Manilla, 24 november 1930 – Kawit, 28 april 2014) was een Filipijns basketbalspeler en burgemeester. Bautista won met het Filipijns nationaal basketbalteam een bronzen medaille op het wereldkampioenschap basketbal van 1954 en een gouden medaille op de Aziatische Spelen van 1954. Ook maakte hij deel uit van de team dan meedeed aan de Olympische Zomerspelen van 1952. Na zijn basketbalcarriere was Bautista burgemeester van de Kawit.

## Biografie
Florentino Bautista jr. werd geboren op 24 november 1930 in de Filipijnse hoofdstad Manilla. Bautista speelde als forward en guard begon zijn basketbalcarrière voor het universiteitsteam van National University. Nadien speelde hij in de basketbalcompetitie van de Manila Industrial and Commercial Athletic Association (MICAA). Door zijn goede prestaties in deze competitie werd Bautista geselecteerd voor het Filipijns nationaal basketbalteam. In 1952 maakte hij deel uit van het nationaal team dat meedeed aan de Olympische Zomerspelen van 1952 in Helsinki. Twee jaar later won hij met de Filipijnen een bronzen medaille op het wereldkampioenschap basketbal van 1954, de beste Filipijnse prestatie ooit. Ook won hij de gouden medaille met het nationaal team op de Aziatische Spelen van 1954 in Manilla. 
Bautista stopte noodgedwongen vroegtijdig met spelen door een blessure aan zijn been. Na zijn spelerscarrière werd hij gekozen tot burgemeester van Kawit in de Filipijnse provincie Cavite. Halverwege de jaren 70 was Bautista nog kortstondig actief als coach voor het basketbalteam van de San Miguel Corporation. Deze periode duurde niet lang. Nadien was hij weer actief als lokaal politicus.
Bautista overleed in 2014 op 83-jarige leeftijd.